# 마이크로소프트 머니
마이크로소프트 머니(Microsoft Money)는 마이크로소프트가 개발한 개인용 회계용 소프트웨어로 윈도우용으로만 개발되었다. 마이크로소프트 머니 2000 ~ 2006 버전에는 윈도우 모바일을 위한 버전(윈도 모바일 5.0은 제외)도 제공된다. 2009년 6월 30일, 판매를 중지하고 2011년 1월 서비스에 대한 접근이 차단되었다. 판매 중단 이후 2010년 마이크로소프트는 마이크로소프트 머니 플러스 선셋(Microsoft Money Plus Sunset)이라는 대체버전을 출시하였다.
미국, 영국, 프랑스, 일본, 캐나다 사용자를 위한 버전과 다른 영어를 사용하는 국가에 거주하는 사용자를 위한 국제 영문판을 내놓았다. 하지만, 영어, 프랑스어, 그리고 국제판은 머니 2005 이후에 아무런 업데이트가 이루어지지 않았으며, 캐나다 사용자를 위한 마지막 버전은 머니 2006이었다.
과거에는, 독일이나 이탈리아 같은 다른 국가 사용자들을 위한 버전도 있었으나 현재는 해당 국가에 사용자가 적어 지역화할 필요성이 부족하다는 이유로 중단되었다.